# Warta Bolesławiecka (gemeente)
De gemeente Warta Bolesławiecka (Duits: Alt Warthau) is een landgemeente in het Poolse woiwodschap Neder-Silezië, in powiat Bolesławiecki.
De zetel van de gemeente is in Warta Bolesławiecka.
Op 30 juni 2004 telde de gemeente 7645 inwoners.

## Oppervlakte gegevens
In 2002 bedroeg de totale oppervlakte van gemeente Warta Bolesławiecka 110,9 km², waarvan:
- agrarisch gebied: 66%
- bossen: 20% (Bory Dolnośląskie)

De gemeente beslaat 8,51% van de totale oppervlakte van de powiat.

## Demografie
Stand op 30 juni 2004:
| Omschrijving                   | Totaal | Totaal | Vrouwen | Vrouwen | Mannen | Mannen |
| ------------------------------ | ------ | ------ | ------- | ------- | ------ | ------ |
| eenheid                        | aantal | %      | aantal  | %       | aantal | %      |
| inwoners                       | 7645   | 100    | 3815    | 49,9    | 3830   | 50,1   |
| bevolkingsdichtheid (inw./km²) | 68,9   | 68,9   | 34,4    | 34,4    | 34,5   | 34,5   |

In 2002 bedroeg het gemiddelde inkomen per inwoner 2351,56 zł.

## Administratieve plaatsen (sołectwo)
Iwiny, Iwiny-Osiedle, Jurków, Lubków, Raciborowice Dolne, Raciborowice Górne, Szczytnica, Tomaszów Bolesławiecki, Warta Bolesławiecka, Wartowice, Wilczy Las.

## Aangrenzende gemeenten
Bolesławiec, Chojnów, Gromadka, Lwówek Śląski, Pielgrzymka, Zagrodno